# Existir
 (février 2023).
Si vous disposez d'ouvrages ou d'articles de référence ou si vous connaissez des sites web de qualité traitant du thème abordé ici, merci de compléter l'article en donnant les références utiles à sa vérifiabilité et en les liant à la section « Notes et références ».
Albums de Madredeus
Os dias da MadreDeus
(1987) O espirito da paz
(1994)
Existir est un album du groupe portugais Madredeus sorti le 12 mai 1990. L'album fut réédité en 1996 et connut un grand succès dans le monde francophone, lançant la carrière internationale du groupe.

## Titres de l'album
Les douze pistes de cet album sont :
1. Matinal
2. O pastor
3. O navio
4. Tardes de bolonha
5. O ladrao
6. Confissao
7. O pomar das laranjeiras
8. Cuidado
9. As Ilhas dos Acores
10. O menino
11. Solsticio
12. A vontade de mudar

## Musiciens
- Teresa Salgueiro : chant
- Pedro Ayres Magalhães (pt) : guitare classique
- Rodrigo Leão : claviers
- Gabriel Gomes : accordéon
- Francisco Ribeiro (pt) : violoncelle